# Pedro Fontanilla
Pedro Fontanilla Miñambres (* 25. September 1856; † 23. Juli 1931 in Madrid) war ein spanischer Pianist, Komponist, Musikwissenschaftler und -pädagoge.

## Leben
Fontanilla studierte am Real Conservatorio Superior de Música de Madrid Komposition bei Emilio Arrieta, außerdem Solfège, Harmonielehre und Klavier und erhielt in allen Fächern Erste Preise. Später war er am Konservatorium Professor für Harmonielehre. Zu seinen Studenten zählten u. a. Ricardo Villa González, Joaquín Villatoro Medina, Conrado del Campo, Antoni Torrandell und Miguel de los Santos Yuste Moreno. Er war Ehrenpräsident der Sociedad de Amigos de la Música und Sekretär der Musiksektion des Ateneo Científico, Literario y Artístico de Madrid. 1913 wurde er als Nachfolger von Cecilio de Roda ordentliches Mitglied der Real Academia de Bellas Artes de San Fernando. Er veröffentlichte u. a. Schriften über Tomás Luis de Victoria und anlässlich des 100. Geburtstages Beethovens Estudio y comentarios de algunas sonatas de Beethoven.